# Церковь Святых Космы и Дамиана (Тылич)

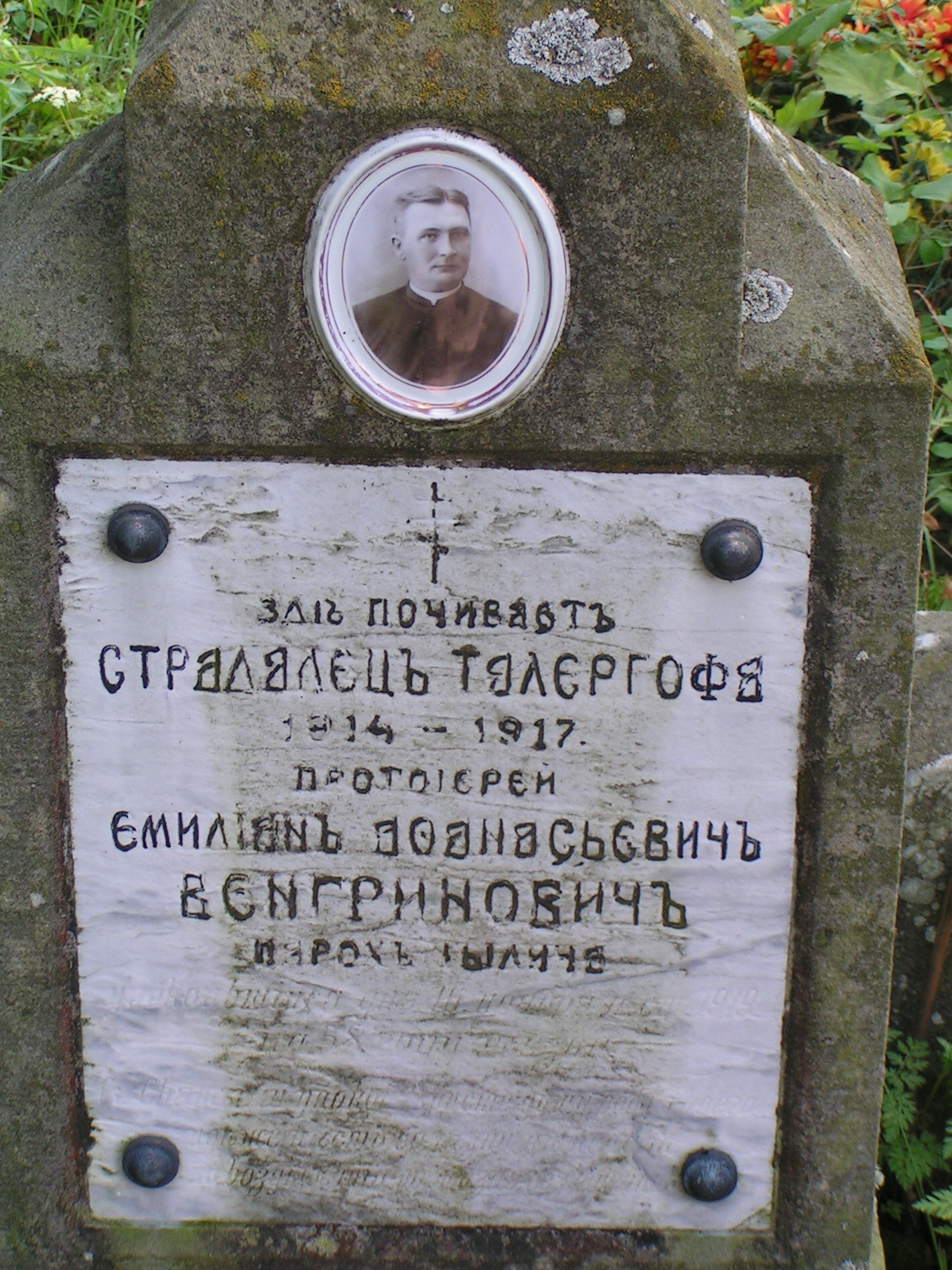
Могильный памятник настоятеля церкви Емельяна Венгриновича, погибшего в концентрационном лагере Талергоф

Церковь святых Космы и Дамиана (пол. Cerkiew św. św. Kosmy i Damiana) — грекокатолическая церковь, находящаяся в селе Тылич, Новосонченский повят, Малопольское воеводство. В настоящее время церковь используется латинской общиной села Тылич. Храм находится на туристическом маршруте «Путь деревянной архитектуры» Малопольского воеводства.

## История
Первые упоминания о церкви святых Дамиана и Космы в городе Тылич относятся к концу XVI века. Этот храм полностью сгорел во время пожара. Современный храм был построен в 1780 году. В 1938 году в церкви были установлены фрески, сохранившиеся до нашего времени.
До окончания Второй мировой войны большинство населения села Новица составляли лемки. В 1946 году, когда жители села были переселены на западные территории Польши во время операции «Висла», церковь святых Космы и Дамиана была передана латинскому приходу.

## Описание
Деревянная церковь в Тыличе построена в характерном для западнолемковской архитектуры трёхкупольном стиле XIX века. Над входом в храм находится массивная деревянная башня с куполом, увенчанным крестом. Подобные куполы намного меньшего размера с крестами находятся над нефом и пресвитериумом. По обе стороны между нефом и пресвитериумом находятся небольшие часовни. Схожая конструкция есть у церкви святых Космы и Дамиана в селе Милик.
Внутри церкви сохранилась полихромия конца 30-х годов XX столетия. Иконостас датируется XVIII веком.
Возле храма находится небольшое приходское лемкомское кладбище, на котором похоронен бывший настоятель Емельян Венгринович, который погиб в концентрационном лагере Талергоф.

## Источник
- G. i Z. Malinowscy, E. i P. Marciniszyn, Ikony i cerkwie. Tajemnice łemkowskich świątyń, Carta Blanca, Warszawa 2009, ISBN 978-83-61444-15-2